# Emilio Petiva
Emilio Petiva (Turín, 30 de enero de 1890 - Turín, 17 de septiembre de 1980) fue un ciclista italiano, que fue profesional entre 1910 y 1928, con la interrupción obligada de los años de la Primera Guerra Mundial.
En su palmarés destaca la victoria al Campeonato de Italia en ruta de 1910, la Coppa Placci de 1924 y 1925 y el Giro de Umbria de 1926.
Su hermano Eduardo también fue ciclista profesional.

## Palmarés
- 1910
  - Campeón de Italia en ruta
- 1920
  - 1.º en el Giro de los Alpes Apuans
- 1924
  - 1.º en la Coppa Placci
- 1925
  - 1.º en la Coppa Placci
- 1926
  - 1.º en el Giro de Umbria

### Resultados al Tour de Francia
- 1927. Abandona (4a etapa)

### Resultados al Giro de Italia
- 1913. 15.º de la clasificación general
- 1920. 4.º de la clasificación general
- 1922. Abandona
- 1923. 8.º de la clasificación general
- 1925. Abandona
- 1928. 25.º de la clasificación general